# 鈴木杏奈
鈴木杏奈（日语：／ Suzuki Anna，2003年12月5日—）是生于日本栃木縣下都賀郡野木町的歌手和聲優。血型为O型。愛貝克思影業所属。电视节目《THE卡拉OK★戰鬥》中的前U-18四大天王。

## 人物来历
从小就参加家乡的歌谣教室，并于2014年5月28日首次参加电视节目《THE卡拉OK★戰鬥》。此后，同年12月24日播出的《2014年U-18最强锦标赛》中成为U-18四大天王之一。
2018年3月3日，作为《アニメソングを歌って夢のANIMAX MUSIXのステージで歌おう！》试镜的优胜者，在大阪城展演廳举行的ANIMAX MUSIX 2018 OSAKA的舞台上演唱。
于2019年5月18日被任命为“野木町观光大使”。同年9月4日，与同样来自栃木县（足利市）并活跃于《THE卡拉OK★戰鬥》的堀優衣一起被任命为“栃木未来大使”。

### 在《THE卡拉OK★戰鬥》中的活跃表现
在2014年5月28日播出的节目中首次亮相，并多次参赛。在2014年10月15日播出的《U-18最强王者决赛》中获得预赛第4名（预赛未能晋级）。同年12月24日播出的《2014年U-18最强锦标赛》中，与堀優衣、佐佐木麻衣和角田龍一一起被选为《U-18四大天王》。在该比赛中，第一轮便败给非四大天王的西川怜伽。
2015年2月18日的《U-12歌うまキッズ2》以及同年4月1日的《U-18最强王者决赛2》中连续夺冠。
随后在2016年2月10日的《U-18歌うま甲子園4》中再次夺冠。同年9月7日进入初中后，在《U-18歌うま甲子園5》的决赛中获得首次100分满分、并实现第四次夺冠。同年10月12日，在《2016年度王者决赛》中以预赛满分100分的成绩晋级决赛，并获得7强的称号。此外，同年新设立的《U-18歌うま大甲子園 2016年王座决赛》（11月23日播出）中再次夺冠，成为U-18 2016年的冠军。
2017年6月21日，在《U-18歌うま甲子園7 2017年夏季巅峰对决》中第六次夺冠。
因在2017年3月15日的《2017春季大奖赛》预赛中被淘汰，一度失去7强的头衔，但在同年10月18日的《2017年間チャンピオン決定戦》中晋级决赛，重新成为7强。
在四大天王刚成立时，杏奈既未获得冠军也未进入决赛，因此被视为“四大天王第四”。但现在已成为18岁参赛者中获胜次数最多的人，并与佐佐木麻衣一起被称为《U-18ツートップ》。然而，U-18四大天王在2022年3月13日的播出中正式畢業。

### 作为声优
2019年，在音乐对战企划《IDOL舞SHOW》中以组合《X-UC》（てんゆーし）成员的身份饰演角色百合丘美咲，并正式以声优出道。此外，杏奈还挑战朗读剧的出演和旁白工作来拓宽自己的活动领域。
2021年10月上线以及同时播出电视动画的游戏《星光魔法》中，杏奈担任主要角色心愛檸檬的声优，并作为声优歌手以电视动画的片头曲《Dreaming Sound》正式出道。

## 演出作品

### 电视动画
2021年
- 星光魔法（2021年 - 2022年、心愛檸檬[19]）

2022年
- 神渣☆偶像
- Love Live! Superstar!!（クラスメイト）

2023年
- TechnoRoid 超越意志（女性）
- 英雄王，為了窮盡武道而轉生～而後成為世界最強見習騎士♀～（琪可）

2024年
- 秒殺外掛太強了，異世界的傢伙們根本就不是對手。（卡蘿爾·S·蓮[20]）
- 秘密的偶像公主（二階堂環[21]、美月的艾姆）
- 我要【招架】一切～反誤解的世界最強想成為冒險家～（少女）
- MF GHOST（泽村真理惠）

2025年
- 星光偶像（第2期）（二階堂環[22]）

### 剧场版动画
- 剧场版IDOL舞SHOW（2022年，百合丘美咲[23]）
- 剧场版鋼管公主！！（2023年，西条莉莉娅[24]）

### 网络动画
- 鋼管公主！！（2022年-2023年，西条莉莉娅[25]）

### 游戏
2021年
- 星光魔法（檸檬）

2024年
- 秘密的偶像公主（環、美月的艾姆）

### YouTube
- 庫瑪巴頻道（童谣歌手）

## 音樂作品

### 單曲
|           | 发布日期      | 單曲名            | 商品編號     | 商品編號   | 商品編號   | Oricon公信榜 最高位 |
| CD+DVD/BD | 发布日期      | 單曲名            | 动漫版       | CD         |            | Oricon公信榜 最高位 |
| --------- | ------------- | ----------------- | ------------ | ---------- | ---------- | ------------------- |
| 第一名    | 2021年12月1日 | Dreaming Sound    | EYCA-13549/B | EYCA-13550 | EYCA-13551 | 第44名              |
| 第二名    | 2022年5月18日 | Chasing the dream | EYCA-13737/B | EYCA-13738 | EYCA-13739 | 第36名              |
| 第三名    | 2022年8月17日 | Magic × Color     | EYCA-13740/B | EYCA-13741 | EYCA-13742 | 第38名              |

#### 網路配信單曲
|   | 发布日期      | 單曲名             | 備註                         |
| - | ------------- | ------------------ | ---------------------------- |
| 1 | 2020年9月30日 | Sail Away Justice  |                              |
| 2 | 2024年3月6日  | 光と闇のミラージュ |                              |
| 3 | 2024年8月21日 | ReBreak            | 以「BACK-ON×鈴木杏奈」的名义 |

### 商業搭配
| 曲名              | 商業搭配                           | 时期   |
| ----------------- | ---------------------------------- | ------ |
| Sail away justice | 电子游戏《碧藍航線》塞壬行动主题曲 | 2021年 |
| Dreaming Sound    | 电视动画《星光魔法》 主题曲        | 2021年 |
| Chasing the dream | 电视动画《星光魔法》 主题曲        | 2022年 |
| Magic × Color     | 电视动画《星光魔法》 主题曲        | 2022年 |

### 角色歌
| 發售日   | 商品名                                                             | 演唱 | 曲名                                                                        | 備註                                                                                        |
| 2020年   | 2020年                                                             | 2020年 | 2020年                                                                      | 2020年                                                                                      |
| -------- | ------------------------------------------------------------------ | --- | --------------------------------------------------------------------------- | ------------------------------------------------------------------------------------------- |
| 1月8日   | カレント・ザナドゥ                                                 | X-UC | 「カレント・ザナドゥ」 「Smile×Work!」                                      | 『IDOL舞SHOW』相关曲                                                                        |
| 1月8日   | カレント・ザナドゥ 通常盤                                          | NO PRINCESS、三日月眼、X-UC | 「SENRAN!アイドル天下道へ」                                                 | 『IDOL舞SHOW』相关曲                                                                        |
| 10月7日  | Papier Mache IDOL                                                  | X-UC | 「Papier Mache IDOL」 「Brave Call! 〜& Just Now We come! 〜」              | 『IDOL舞SHOW』相关曲                                                                        |
| 2022年   |                                                                    | |                                                                             |                                                                                             |
| 5月25日  | TV动画『星光魔法』角色歌迷你专辑PUMPING WACCHA！02                 | 心愛檸檬（鈴木杏奈）、丘戎（吉河順央) | 「こんな世界に告ぐ」                                                        | 电视动画『星光魔法』插曲                                                                    |
| 5月25日  | TV动画『星光魔法』角色歌迷你专辑PUMPING WACCHA！02                 | 陽比野祭（廣瀬千夏）、彌生雛（内田彩）、甘瓜牛奶（相良茉優）、心愛檸檬（鈴木杏奈）、皇天音（庄司宇芽香）                                                         | 「ワッチャ！プリーズ！マジック！-What's your "Please" Magic？-（5人ver.）」 | 电视动画『星光魔法』插曲                                                                    |
| 6月22日  | YEAH SAY YEAHHH!/無限日本列島LOVE/パステルグレイ                   | X-UC | 「パステルグレイ」                                                          | 剧场版动画『劇場版IDOL舞SHOW』片尾曲                                                        |
| 6月22日  | YEAH SAY YEAHHH!/無限日本列島LOVE/パステルグレイ @Loppi・HMV限定盤 | NO PRINCESS、三日月眼、X-UC | 「SENRAN! アイドル天下道へ2022」                                            | 剧场版动画『劇場版IDOL舞SHOW』主题曲                                                        |
| 2023年   |                                                                    | |                                                                             |                                                                                             |
| 3月22日  | 星光魔法ミュージックコレクション                                   | 甘瓜牛奶（相良茉優）、心愛檸檬（鈴木杏奈） | 「Sweetness×Darkness」                                                      | 电视动画『星光魔法』插曲                                                                    |
| 3月22日  | 星光魔法ミュージックコレクション                                   | 陽比野祭（廣瀬千夏）、彌生雛（内田彩）、甘瓜牛奶（相良茉優）、心愛檸檬（鈴木杏奈）、皇天音（庄司宇芽香）、御芽河梟（藤寺美徳）                                   | 「ワッチャ！プリーズ！マジック！ -What's your "Please" Magic?-（6人ver.）」 | 电视动画『星光魔法』插曲                                                                    |
| 6月28日  | 烈枪・Gungnir                                                      | 樱木舞華（鈴木杏奈） | 「烈槍・ガングニール」                                                      | 『ウタヒメドリーム』相关曲                                                                  |
| 7月26日  | 鋼管公主！！Starlight challenge                                    | 星北ヒナノ（土屋李央）、西条莉莉娅（鈴木杏奈）、東坂ミオ（小倉唯）、南曜スバル（日向未南）                                                                       | 「Starlight challenge」                                                     | 网络动画『鋼管公主！！』主题曲                                                              |
| 7月26日  | 鋼管公主！！-Solo Pole Song Album-                                 | 西条莉莉娅（鈴木杏奈） | 「とびきり上等☆Smile!」                                                     | 网络动画『鋼管公主！！』插曲                                                                |
| 8月1日   | 美丽而残酷的世界                                                   | 樱木舞華（鈴木杏奈） | 「美丽而残酷的世界」                                                        | 『ウタヒメドリーム』相关曲                                                                  |
| 8月1日   | Runner                                                             | 樱木舞華（鈴木杏奈） | 「Runner」                                                                  | 『ウタヒメドリーム』相关曲                                                                  |
| 8月8日   | FIRST PROMISE                                                      | SILENT QUEEN | 「FIRST PROMISE」 「Ceremony Q」                                            | 『うたの☆プリンセスさまっ♪BACK to the IDOL』相关曲                                          |
| 10月18日 | Queen’s Halloween party!                                           | SILENT QUEEN | 「Queen of the Dark」                                                       | 『うたの☆プリンセスさまっ♪BACK to the IDOL』相关曲                                          |
| 11月19日 | ウタヒメドリーム SONG MANIA                                        | ウタヒメドリーム オールスターズ | 「ウタヒメドリーム」                                                        | 『ウタヒメドリーム』相关曲                                                                  |
| 11月19日 | ウタヒメドリーム SONG MANIA                                        | 樱木舞華（鈴木杏奈） | 「ウタヒメドリーム」                                                        | 『ウタヒメドリーム』相关曲                                                                  |
| 2024年   |                                                                    | |                                                                             |                                                                                             |
| 2月20日  | QUEEN’S ROAD                                                       | SILENT QUEEN | 「QUEEN’S ROAD」 「Echoes of Tears」                                        | 『うたの☆プリンセスさまっ♪BACK to the IDOL』相关曲                                          |
| 3月13日  | Haze                                                               | 桜木舞華（鈴木杏奈） | 「Haze」                                                                    | 电视动画『秒殺外掛太強了，異世界的傢伙們根本就不是對手。』片尾曲 『ウタヒメドリーム』相关曲 |
| 3月13日  | Haze                                                               | 桜木舞華（鈴木杏奈） | 「Synchrogazer」                                                            | 『ウタヒメドリーム』相关曲                                                                  |
| 3月27日  | 劇場版 鋼管公主！！ -Complete Album-                               | 西条莉莉娅（鈴木杏奈）、南曜スバル（日向未南） | 「Burning Heart」                                                           | 剧场版动画『劇場版 鋼管公主！！』插曲                                                       |
| 3月27日  | 劇場版 鋼管公主！！ -Complete Album-                               | 星北ヒナノ（土屋李央）、西条莉莉娅（鈴木杏奈）、東坂ミオ（小倉唯）、南曜スバル（日向未南）、御子白ユカリ（南條愛乃）、紫藤サナ（日高里菜）、蒼唯ノア（早見沙織） | 「Starlight challenge -allstar ver.-」                                      | 剧场版动画『劇場版 鋼管公主！！』片尾曲                                                     |
| 5月23日  | Get Wild                                                           | 樱木舞華（鈴木杏奈） | 「Get Wild」                                                                | 『ウタヒメドリーム』相关曲                                                                  |